# Quint Fabi Vibulà (cònsol 423 aC)
Quint Fabi Vibulà (en llatí Quintus Fabius Q. F. M. N. Vibulanus) va ser un magistrat romà. Era el tercer fill de Quint Fabi Vibulà II. Formava part de la gens Fàbia i era de la família dels Vibulà.
Va ser elegit cònsol l'any 423 aC amb Gai Semproni Atratí. El 416 aC va ser tribú amb potestat consular (Titus Livi omet aquest càrrec) i ho va tornar a ser l'any 414 aC. Al començament de l'any 413 aC va ser nomenat interrex per uns dies.